# Alfred Sommer (Politiker, 1925)
Alfred Sommer (* 12. Juli 1925 in Nürnberg; † 3. März 2006 ebenda) war ein deutscher Politiker der SPD.
Nach dem Besuch der Volksschule machte Sommer die Lehre zum Maschinenschlosser. Im Zweiten Weltkrieg wurde er als Freiwilliger in der Sowjetunion und Frankreich eingesetzt. Am 1. April 1945 wurde er in Lippstadt verwundet. Danach saß er für einige Monate in US-amerikanischer Kriegsgefangenschaft, aus der er Ende des Jahres entlassen wurde. Er kehrte in seine Heimatstadt zurück und arbeitete dort als Schlosser bei der MAN. Am 1. September 1946 wechselte er zur Stadtpolizei Nürnberg, bei der er vom 14. Mai 1956 an bei der Mordkommission der Kriminalpolizei tätig war. Sommer, der der SPD 1945 beitrat, wurde 1960 und 1966 in den Nürnberger Stadtrat gewählt. Von 1966 bis 1982 war er Mitglied des Bayerischen Landtags; zeitweise wurde er in diesen über ein Direktmandat gewählt. Einige Jahre lang war er darüber hinaus stellvertretendes, nichtberufliches Mitglied des Bayerischen Verfassungsgerichtshofs.